# Francesco Postiglione
Francesco Postiglione, född 29 april 1972 i Neapel, är en italiensk tävlingssimmare och vattenpolospelare. Han ingick Italiens herrlandslag i vattenpolo vid olympiska sommarspelen 1996, 2000 och 2004. I OS-sammanhang debuterade han på 200 meter bröstsim vid olympiska sommarspelen 1992.
Postiglione spelade åtta matcher och gjorde sju mål i OS-turneringen 1996 där Italien tog brons. I Sydney blev laget femma och i Aten åtta.
Postiglione tog EM-guld i vattenpolo 1995 i Wien.